# Munition télescopée

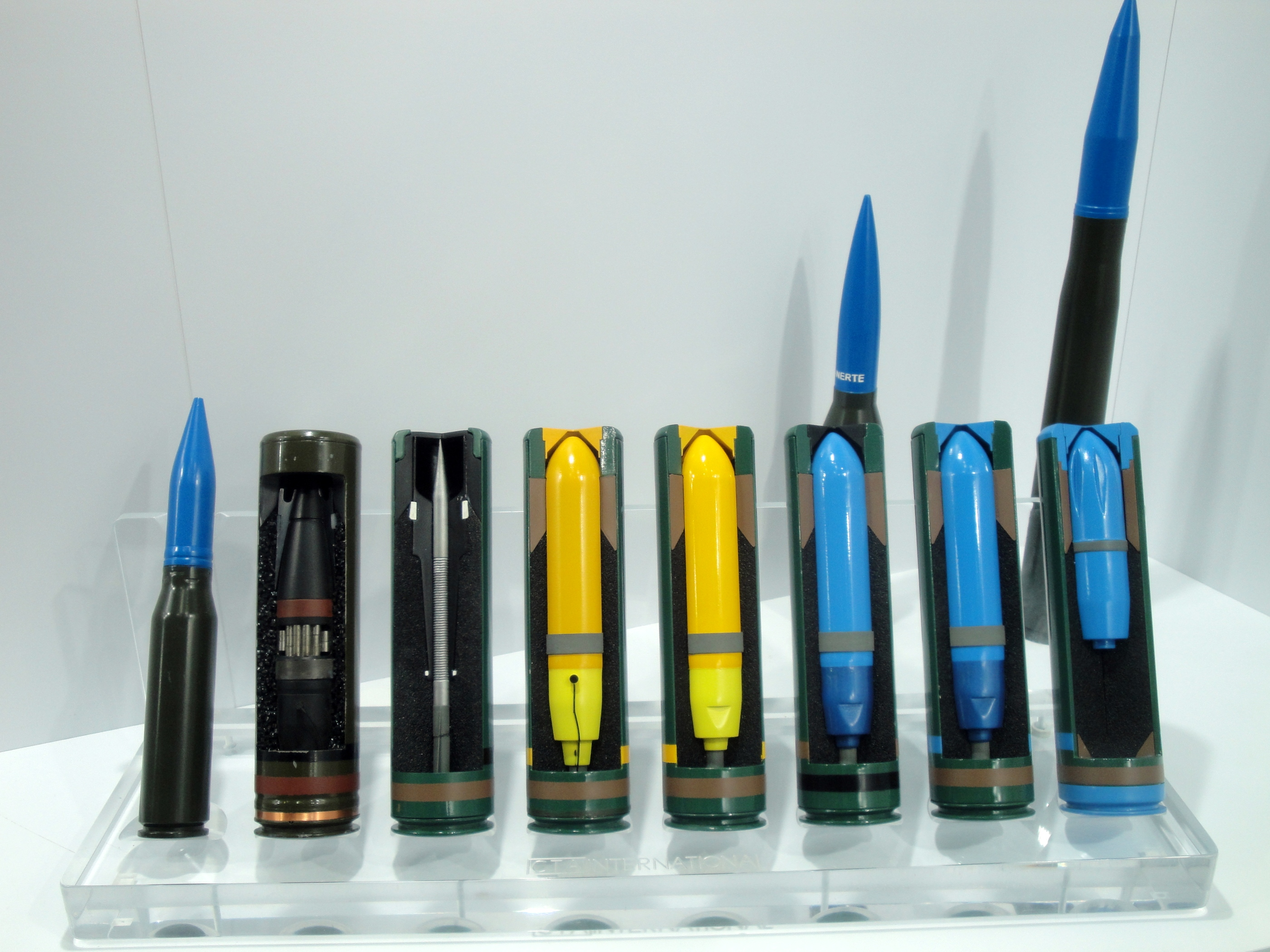
Munitions pour le canon 40 CTAS avec des munitions classiques de même calibre

Une munition télescopée est un type de munition dans laquelle le projectile (balle ou obus) est enfermé avec la charge propulsive dans une cartouche, plutôt que d'enchâsser la charge explosive dans le projectile. Cette disposition donne une forme cylindrique à la cartouche, et procure un encombrement moindre qu’une cartouche classique. Ce type de munition est souvent désigné sous le sigle CTAS comme abréviation de Cased Telescoped Armament System.
Plusieurs pays s’intéressent à ce concept mis au point par un consortium franco-britannique composé des sociétés BAE Systems et Nexter, après des études débutant au cours des années 1990.
Il est utilisé à partir de 2017, par le canon 40 CTAS.

## Source
- Stéphane Froidure, « Bond technologique pour l'armement moyen calibre », Armées d'aujourd'hui, no 340, mai 2009, p. 52-54